# Karl-Göran Eklund
Karl-Göran Eklund, född 8 mars 1921 i Vadstena, död där 6 juli 2005, var en svensk konstnär och arkitekt.
Han var son till Kalle Eklund och Maria Welin. Eklund studerade vid Otte Skölds målarskola i Stockholm samt under resor till Italien, Holland, Frankrike och Spanien. Han medverkade i utställningar med Östgöta konstförening. Hans konst består av blomsterstilleben, stadsbilder, porträtt och naturalistiska landskap.

## Byggnader
- Birgittasystrarnas klosterkyrka